# Neotephria antelataria
Neotephria antelataria är en fjärilsart som beskrevs av Otto Staudinger 1892. Neotephria antelataria ingår i släktet Neotephria och familjen mätare. Inga underarter finns listade i Catalogue of Life.